# پایگاه نیروی هوایی ونداور
پایگاه نیروی هوایی ونداور (انگلیسی: Wendover Air Force Base) پایگاه سابق نیروی هوایی ایالات متحده آمریکا در یوتا است که امروزه با نام فرودگاه ونداور شناخته می شود. این پایگاه محل تمرین و آماده سازی خلبانان و پرسنل پروازی هواپیماهایی چون بوئینگ بی-۱۷ فلایینگ فورترس و بوئینگ بی-۲۹ در طی جنگ جهانی دوم بود. همچنین این پایگاه طی پروژه منهتن برای آماده سازی هواپیماهای حامل بمب اتمی هیروشیما و ناگازاکی استفاده شد.